# Нигата
Нигата (јап. 新潟市) град је у Јапану у префектури Нигата. Према попису становништва из 2005. у граду је живело 813.780 становника.

## Становништво
Према подацима са пописа, у граду је 2005. године живело 813.780 становника.
| 1995.   | 2000.   | 2005.   |
| ------- | ------- | ------- |
| 796.456 | 808.969 | 813.780 |

## Спорт
Нигата има фудбалски клуб Албирекс Нигата.

## Партнерски градови
- Владивосток
- Галвестон
- Хабаровск
- Биробиџан
- Нант
- Харбин